# Nectouxia formosa
Nectouxia formosa är en potatisväxtart som beskrevs av Carl Sigismund Kunth. Nectouxia formosa ingår i släktet Nectouxia och familjen potatisväxter. Inga underarter finns listade i Catalogue of Life.